# Kamimuria quadrata
Kamimuria quadrata és una espècie d'insecte pertanyent a la família dels pèrlids que es troba a Àsia: el Japó.